# Tarrós
Tarrós é um município da Hungria, situado no condado de Baranya. Tem 5,29 km² de área e sua população em 2019 foi estimada em 99 habitantes.